# Liste des maires d'Issy-les-Moulineaux
La liste des maires d'Issy-les-Moulineaux présente la liste des maires de la commune française d'Issy-les-Moulineaux, située dans le département des Hauts-de-Seine en région Île-de-France.

## Liste des syndics
| Période                                  | Période | Identité       | Étiquette | Qualité |
| ---------------------------------------- | ------- | -------------- | --------- | ------- |
| Les données manquantes sont à compléter. |         |                |           |         |
| 1789                                     |         | Nicolas Bargue |           |         |

## Liste des maires

### Entre 1790 et 1944
| Période                                  | Période           | Identité                           | Étiquette       | Qualité |
| ---------------------------------------- | ----------------- | ---------------------------------- | --------------- | --- |
| 1790                                     | 1792              | Jean-Baptiste Gogue                |                 | Marchand |
| 1792 (An I)                              | 1793 (An II)      | Nicolas Bargue                     |                 | |
| 1793 (An III)                            | 1795 (An IV)      | François Rochet                    |                 | |
| 1796 (An V)                              | 1797 (An VI)      | Jacques-Joseph Fillassier          |                 | |
| 1798 (An VII)                            |                   | Allard                             |                 | |
| 1799 (An VIII)                           | 1799 (An VIII)    | Pierre Bouille                     |                 | |
| 1799 (An VIII)                           | 1807              | Nicolas Bargue                     |                 | |
| 1808                                     | 1816              | Cyr Baron                          |                 | |
| 1816                                     | 1826              | Pierre-Augustin Puis               |                 | |
| 1827                                     | 1830              | Alexandre-Émile de l'Espine        |                 | |
| 1830                                     | 1833              | Alexandre-César Vimont (1777-1833) |                 | Chevalier des ordres royaux et de la Légion d'honneur |
| 1833                                     | 13 août 1844      | Claude-Mathieu Dumez (1770-1844)   |                 | Ancien notaire à Paris Décédé en fonction |
| 1844                                     | 1846              | Jean-François Crouet               |                 | |
| 1846                                     | 1848              | Georges-Christ Minard (1805-1884)  |                 | Propriétaire |
| 1848                                     | 1856              | Louis Guilloteaux (?-1858)         |                 | |
| 1856                                     | 1870              | Pierre-François-Louis Estienne     |                 | |
| 1870                                     | 1871              | Georges-Christ Minard (1805-1884)  |                 | Propriétaire, adjoint au maire (1858 → 1870) |
| 1871                                     | 1878              | Édouard-Clément Naud (1829-1894)   |                 | Pilotin, banquier, juge au tribunal de commerce de la Seine                                                                                               |
| 1878                                     | 1883              | Paul-Étienne-Tibulle Laurent       |                 | |
| 1883                                     | 1884              | Victor-François Gueritte           |                 | |
| 1884                                     | 23 décembre 1888  | Auguste Hude (1851-1888)           | Gauche radicale | Négociant en vins Député de la Seine (1885 → 1888) Conseiller d'arrondissement Décédé en fonction                                                         |
| 1888                                     | 24 septembre 1894 | Jean-Baptiste Charlot              |                 | Démissionnaire |
| 24 septembre 1894                        | 1903              | Henri-Oscar Mayer (1854-1919)      | Rad.            | Négociant |
| 22 mars 1903                             | 10 janvier 1908   | Auguste Gervais (1857-1917)        | PRRRS           | Journaliste Député de la Seine (4e circ.) (1898 → 1909)                                                                                                   |
| 1908                                     | 1911              | Henri-Oscar Mayer (1854-1919)      | Rad.            | Négociant |
| 1911                                     | 7 décembre 1919   | Léon-Victor Clément                |                 | |
| 7 décembre 1919                          | 26 février 1923   | Justin Oudin (1881-1950)           | SFIO puis SFIC  | Employé de commerce Mandat écourté à la suite de la dissolution du conseil municipal                                                                      |
| 26 février 1923                          | 4 mai 1923        | M. Saint-Martin                    |                 | Président de la délégation spéciale |
| 4 mai 1923                               | 16 octobre 1923   | Eugène Demarne (1874-?)            | USC             | Artisan blanchisseur |
| 16 octobre 1923                          | 12 mai 1935       | Justin Oudin (1881-1950)           | USC puis PUP    | Employé de commerce Conseiller général de la Seine (1925 → 1935)                                                                                          |
| 12 mai 1935                              | 5 octobre 1939    | Victor Cresson (1884-1944)         | PCF             | Ouvrier ajusteur puis artisan blanchisseur Conseil municipal suspendu par le gouvernement Daladier à la suite de la signature du Pacte germano-soviétique |
| 5 octobre 1939                           | 16 juillet 1940   | Jean Alessandri (1901-1957)        | SFIO            | Docteur en médecine Conseiller général de la Seine (1935 → 1940) Nommé président de la délégation spéciale par le gouvernement Daladier - Démissionnaire  |
| 1940                                     | 1941              | Ernest Desaydes (1875-1964)        |                 | Imprimeur retraité Président de la délégation spéciale |
| 1941                                     | 1941              | Jean-Marie Sansiaume               |                 | Président de la délégation spéciale |
| Les données manquantes sont à compléter. |                   |                                    |                 | |

### Depuis 1944
Depuis la Libération, six maires se sont succédé à la tête de la commune.
| Période         | Période                       | Identité                       | Étiquette                            | Qualité |
| --------------- | ----------------------------- | ------------------------------ | ------------------------------------ | --- |
| août 1944       | janvier 1945                  | François Anita dit Saint-Gille |                                      | |
| 1945            | 3 avril 1949                  | Fernand Maillet (1900-1980)    | PCF                                  | Manœuvre spécialisé puis coiffeur puis caviste Ancien adjoint au maire d'Issy (1935 → 1940) |
| 3 avril 1949    | mai 1953                      | Jacques Madaule (1898-1993)    | MRP                                  | Écrivain et intellectuel catholique Agrégé d’histoire, professeur de lycée |
| mai 1953        | 26 juillet 1953               | Fernand Maillet (1900-1980)    | PCF                                  | Manœuvre spécialisé puis coiffeur puis caviste |
| 26 juillet 1953 | 28 octobre 1973               | Bonaventure Leca (1887-1973)   | SFIO puis PS                         | Ancien fonctionnaire municipal Décédé en fonction |
| 1973            | 8 janvier 1980                | Raymond Menand (1901-1980)     | MDSF-PSD                             | Décédé en fonction |
| 3 février 1980  | En cours (au 21 janvier 2020) | André Santini, (1940- )        | UDF-PSD puis UDF-FD puis NC puis UDI | Maître de conférences à l'université Ministre (1986 → 1988 et 2007 → 2009) Député des Hauts-de-Seine (10e circ.) (1988 → 2001, 2002 → 2007 et 2009 → 2017) Conseiller général d'Issy-les-Moulineaux-Ouest (2001 → 2002) Adjoint au maire de Courbevoie (1971 → 1977) Premier adjoint au maire d'Issy (1977 → 1980) Président du SEDIF (1983 → ) Président de la CC Arc de Seine (2003 → 2010) Président du conseil de surveillance de la SGP (2010 → 2015) Vice-président de la métropole du Grand Paris (2016 → ) Réélu pour le mandat 2014-2020 Réélu pour le mandat 2020-2026 |

## Conseil municipal actuel
Les 49 sièges composant le conseil municipal ont été pourvus le 15 mars 2020 lors du premier tour de scrutin. Actuellement, il est réparti comme suit : 

## Pour approfondir